# Mark Metgod
Mark Metgod (1963) is een Nederlandse golfprofessional en voormalig profvoetballer.
Hij is een broer van voetballers John en Edward Metgod. Hij begon met voetballen in de jeugd van FC Blauw-Wit Amsterdam en speelde vanaf 1981 voor HFC Haarlem. Voor Haarlem speelde hij in het seizoen 1984/85 in drie wedstrijden in de Eredivisie.
Vanaf 1986 richtte hij zich op golf. Metgod begon in 1988 les te geven, eerst twee jaar op Spaarnwoude, toen zes jaar op de Biltse Duinen en toen tien jaar op De Noordhollandse Golfclub bij Alkmaar. Sinds 2004 geeft hij les op de Kennemer Golf & Country Club.
Metgod werkte elf jaar voor de Nederlandse Golf Federatie. Hij was coach van Jong Oranje Dames en nationale coach van de B- en C-selectie. Daarnaast was hij als docent verbonden aan de opleiding voor Golfprofessionals in Tilburg.
In 1994 mocht hij het Heineken Dutch Open spelen, maar na rondes van 75-82 miste hij de cut.

In 2013 kreeg hij een wildcard voor het Dutch Senior Open, dat in de week na zijn 50ste verjaardag werd gespeeld.

## Golf Palmares
- 1993: Twente Cup
- 1996: Twente Cup